# L'Anti-Justine
L'Anti-Justine, ou les Délices de l'amour est un roman de Nicolas Edme Restif de La Bretonne, paru en 1798. 

## Histoire de l'œuvre
Le livre se présente comme de la main de Jean-Pierre Linguet, avocat au Parlement, entreprenant de raconter sa vie, son initiation et ses souvenirs. Restif, sous le couvert d'un pseudonyme, cherche à être l'anti-Sade, comme le précise le texte de la préface : 

« Personne n'a été plus indigné que moi des sales ouvrages de l'infâme Dsds [Sade] ; c’est-à-dire, de Justine, Aline, le Boudoir, la Théorie du Libertinage, que je lis dans ma prison. Ce scélérat ne présente les délices de l’amour, pour les hommes, qu’accompagnées de tourments, de la mort même, pour les femmes. Mon but est de faire un livre plus savoureux que les siens, et que les épouses pourront faire lire à leurs maris, pour en être mieux servies ; un livre où les sens parleront au cœur ; où le libertinage n’ait rien de cruel pour le sexe des Grâces, et lui rende plutôt la vie, que de lui causer la mort ; où l’amour ramené à la nature, exempt de scrupules et de préjugés, ne présente que des images riantes et voluptueuses. [...] Moi, Jean-Pierre Linguet, maintenant détenu à la Conciergerie, déclare que je n’ai composé cet ouvrage, tout savoureux qu’il est, que dans des vues utiles ; l’inceste, par exemple, ne s’y trouve que pour équivaloir, au goût corrompu des libertins, les affreuses cruautés, par lesquelles de Sade les stimule. »

Jean-Pierre Linguet a réellement existé : avocat-parlementaire, il avait calomnié un proche de Restif, Mathieu-François Pidansat de Mairobert, après son suicide en 1779. Comme Linguet avait été guillotiné le 27 juin 1794, il ne pouvait donc pas en 1798, protester contre cette attribution d'auteur.

Le roman s'articule sur de nombreuses relations incestueuses. L'auteur a voulu faire de son ouvrage un « erōtikón », propre à rallumer les passions éteintes, sans verser dans la cruauté du marquis de Sade : 

« Pour remplacer la Justine et faire préférer L’Anti-Justine, il faut que celle-ci surpasse l'autre en volupté autant qu'elle lui cède en cruauté… »

L’Anti-Justine, tel qu'il a été édité à Paris, « au Clos Bruneau, à l'Enseigne de la Gargouille », et chez la Veuve Girouard près du Palais-Royal — selon des mentions d'usage —, reste inachevé, mais le manuscrit original devait avoir une longueur double ou triple de ce que nous connaissons aujourd'hui. En effet, Restif commença l'impression du roman en mars-avril 1798, mais fut nommé sous-chef de bureau dans les services de la police vers mai de cette année, ce qui l'incita très certainement à la prudence. Il semble ainsi que seuls quatre exemplaires (conservés à la Bibliothèque nationale de France, le plus complet s'achevant en milieu de phrase, au début d'une seconde partie alors que sept ou huit sont annoncées) aient jamais été imprimés, rien n'indique qu'il y en eut d'autres. 60 gravures sont annoncées au titre dans l'édition Girouard : elles semblent n'avoir jamais paru, sauf une, présente dans cette même édition en fin de volume.
L'œuvre, tombée dans l'oubli, ne refit véritablement surface qu'en 1863, depuis Bruxelles, dans une édition sans indication d'éditeur assez fautive, puis reprise en 1864, par Poulet-Malassis, livres probablement vendus par souscription. Une nouvelle édition fut établie par Louis Perceau, en 1923, sous les presses de Maurice Duflou, avec une préface de Silvestre Bonnard [Pierre Dufay].

### Sade sur Restif
Si Restif abhorrait Sade, Sade détestait de même Restif ; ainsi, le marquis écrit à sa femme, en 1783, alors qu'il est incarcéré à Vincennes : 

« Surtout n'achetez rien de ce Restif, au nom de Dieu ! C'est un auteur de Pont-Neuf et de Bibliothèque bleue, dont il est inouï que vous ayez imaginé de m'envoyer quelque chose. »

## Éditions modernes
- Claude Tchou, Paris, 1958.
- Cercle du Livre précieux, 1960 (préface par Gilbert Rouger).
- La Bibliothèque privée, Paris, coll. « L'Or du temps » (Régine Desforges), 1969.
- La Musardine, Paris, 1998 (présentation de Jean-Jacques Pauvert).
- Dominique Leroy, Paris, 2000 (préface de Dominique Leroy).